# Prays stratella
Prays stratella là một loài bướm đêm thuộc họ Yponomeutidae.